# Les anges mangent aussi des fayots
Pour plus de détails, voir Fiche technique et Distribution.
Les anges mangent aussi des fayots (Anche gli angeli mangiano fagioli) est un film italien réalisé par Enzo Barboni et sorti en 1973.

## Synopsis
À Chicago, dans les années 1920, Charlie, un catcheur, refuse de se prêter à un combat truqué. Bien décidée à lui apprendre les bonnes manières, une bande de mafiosi le poursuit. Lors d'une bagarre, Charlie est secouru par Sonny, un petit malfrat expert en techniques de karaté. Les deux hommes sympathisent et acceptent de se faire engager comme hommes de main d'un chef de gang. Mais Charlie et Sonny ont trop bon cœur pour pressurer le pauvre monde...

## Fiche technique
- Titre : Les anges mangent aussi des fayots
- Titre québécois : Mon nom est Maffioso
- Titre original : Anche gli angeli mangiano fagioli
- Réalisation : Enzo Barboni (sous le nom de « E.B. Clucher »)
- Assistant réalisateur : Bernard Farrel
- Scénario : Enzo Barboni, Tullio De Micheli, J. Fortini, Ángel G. Gauna et Marie-Claire Solleville d'après une histoire d'Enzo Barboni
- Directeur de la photographie : Francisco Herrada Marín
- Montage : Eugenio Alabiso
- Musique : Guido et Maurizio de Angelis
- Costumes : Luca Sabatelli
- Production : Thomas Sagone
- Genre : Comédie et film de gangsters
- Pays :  Italie
- Durée : 118 minutes
- Date de sortie :
  - Italie : 22 mars 1973
  - Allemagne de l'Ouest : 25 mai 1973
  - France : 17 avril 1974 (Paris)[1]

## Distribution
- Giuliano Gemma (VF : Georges Poujouly) : Sonny
- Bud Spencer (VF : Henry Djanik) : Charlie Smith
- Robert Middleton (VF : William Sabatier) : Angelo
- Victor Israel (en) (VF : Gérard Hernandez) : Giudà
- George Wang (VF : Yves Barsacq) : Naka Kata, le professeur d'arts martiaux
- Lara Sender (VF : Jeanine Forney) : la femme de Gerace
- Bill Vanders (VF : Philippe Dumat) : l'inspecteur MacKintosh
- Riccardo Pizzuti (VF : Roger Crouzet) : le bras droit d'Angelo
- Steffen Zacharias (VF : Henri Labussière) : Gerace
- George Rigaud (VF : Lui-même) : le sénateur O'Riordan
- Ermelinda De Felice (VF : Lita Recio) : Carmelina Giovanelli
- Ricardo Palmerola (VF : Marc de Georgi) : John O'Donnell, l'agent de Police
- Mario Brega (VF : Raymond Loyer) : l'armurier d'Angelo
- Francy Fair (VF : Brigitte Morisan) : la fille de Gerace
- Gérard Landry (VF : Jacques Berthier) : le spectateur assis à côté de Sonny durant le match de catch
- Cesar Opinaga (VF :Georges Atlas) : le croupier
- Fortunato Arena : le policier
- Marcello Verziera : le gorille d'Angelo
- Enrico Chiappafreddo : le coéquipier de MacKintosh

## À noter
- Le film est également connu sous le titre Les anges aussi cognent dur.
- Le personnage interprété par George Rigaud se nomme O'Riordan. Bud Spencer portera ce même nom dans Quand faut y aller, faut y aller.